# Whydah Gally (barco negrero)
Whydah Gally /ˈhwɪdə ˈɡæli, ˈhwɪdˌɔː/ (comúnmente conocido como Whydah) fue un barco que originalmente fue construido como una embarcación destinada al transporte de pasajeros, carga y esclavos. Sin embargo, su historia tomó un giro significativo cuando fue capturado por el infame pirata Samuel "Black Sam" Bellamy. Este hecho marcó el inicio de un nuevo capítulo en la Edad de Oro de la Piratería.

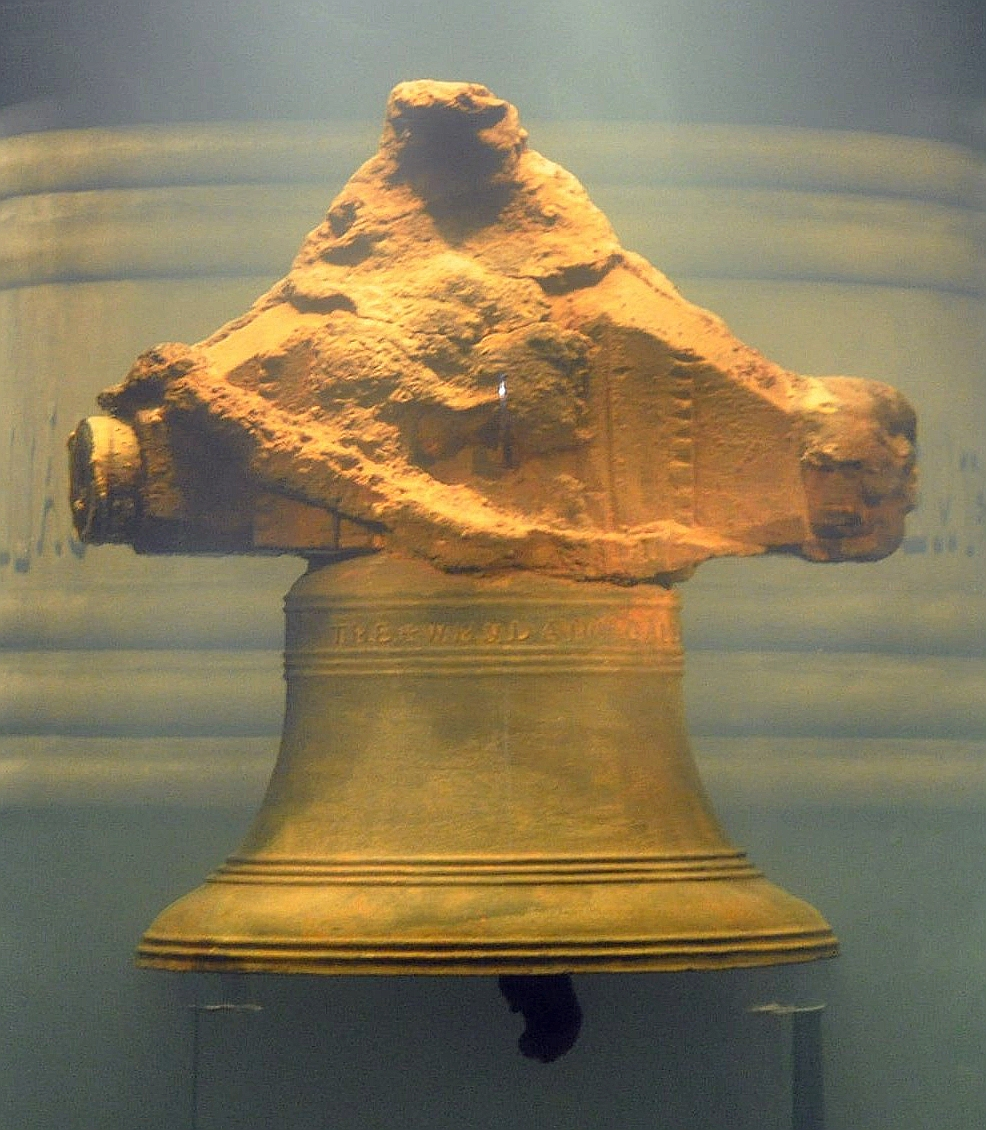
Campana del barco encontrada en el lugar de su naufragio, con la inscripción del nombre del barco.

Construido como un barco de comercio triangular, en el cual participaba en la trágica trata de esclavos, "Whydah Gally" había sido utilizado para transportar personas esclavizadas en la parte de su viaje que se dirigía a las Américas. Bellamy, conocido por su audacia y habilidades como pirata, se apoderó de este barco y lo convirtió en su navío de operaciones mientras navegaba a lo largo de la costa de las colonias americanas.
La historia de "Whydah Gally" culminó en una trágica tormenta el 26 de abril de 1717, cuando el barco naufragó en aguas cercanas a Cape Cod, Massachusetts. La furia de la tormenta fue implacable y causó la pérdida del barco, cobrando la vida de la mayoría de su tripulación. Solo sobrevivieron dos miembros de la tripulación de "Whydah Gally", acompañados por otros siete individuos que habían sido capturados por Bellamy en otro barco ese mismo día.
La historia de la tripulación superviviente tomó rumbos diversos: seis de los nueve sobrevivientes enfrentaron la horca, dos que habían sido forzados a unirse a la tripulación pirata fueron liberados y uno de origen indio fue vendido como esclavo.
Durante más de 260 años, el naufragio de "Whydah Gally" y su tesoro pirata permanecieron ocultos bajo las profundidades del océano, sepultados por capas de arena. Fue en 1984 cuando finalmente se descubrieron los restos del barco cerca de la costa de Cape Cod. Los fragmentos del naufragio se encontraban dispersos en un área que abarcaba cuatro millas paralelas a la costa, sumergidos entre 3 y 15 metros bajo la superficie del agua.
El descubrimiento de la campana del barco en 1985 y un pequeño cartel de latón en 2013, ambos inscritos con el nombre del barco y la fecha de su viaje inaugural, confirmaron de manera incontestable la autenticidad de "Whydah Gally" como el único naufragio pirata de la Edad de Oro que ha sido autenticado en su totalidad.